# 三田会
三田会（みたかい）は、卒業年や地域、職域、出身サークルなどごとに活動する慶應義塾大学卒業生の同窓会組織。
卒業生でなくとも教員として在籍した者として入会できる場合もある。名称は慶應義塾大学の本部キャンパスが東京都港区三田にあることに由来する。

## 概要

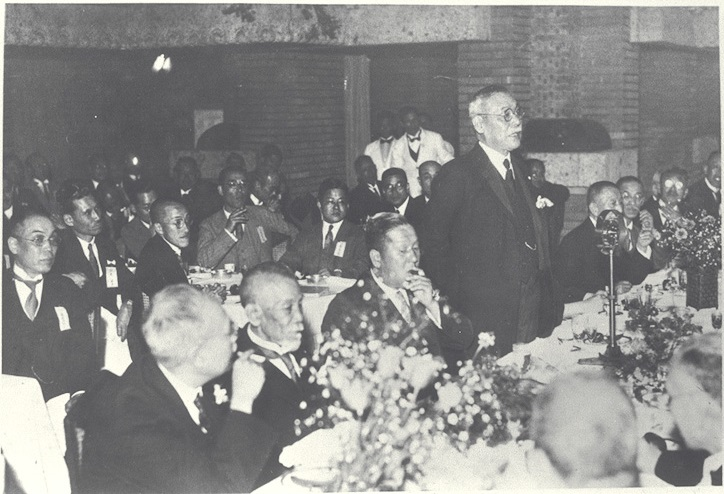
1932年（昭和7年）5月9日、帝国ホテルにおける連合三田会。
起立する鎌田栄吉塾長から左へ、朝吹常吉、犬養毅首相、武藤山治。

1880年（明治13年）5月25日に湯島昌平館で行われたもので、約300名が旧友を温め、福澤諭吉や小幡篤次郎が演説を行ったと伝えられる。以後同様の会合が不定期に開催されるようになり、日本各地でも地名を冠して「○○義塾同窓会」と称する会合が頻繁に開催されるようになった。名称に「三田」を付したのは、鉄砲洲・新銭座時代の古い世代と区別する趣旨が当時あったともいわれる。大正時代に入ると、同窓会は「三田会」と呼び名を変え、地域以外の各種三田会も生まれていった。
現在では日本および世界各地に広がる各種三田会総数は865団体あり、約36万人の塾員の多くがこうした三田会に所属している。島田裕巳は三田会について他大学に例を見ない強固な団結力を誇り、生涯に渡って塾員としての誇りとアイデンティティを共有する基盤となっている旨のことを著作に記している。慶應義塾評議員会選挙や企業・組織内外で塾員としての結びつきの強さを示す一方で、その結束力を誇示喧伝する姿勢は、いわば縁故資本主義（クローニー資本主義）として、時に企業や組織に大きなダメージを残し、社会に多大なる影響を与える場合も指摘されている。
また1921年（大正10年）に東京で最初に生まれた「慶應倶楽部」と称する塾員のサロンも存在し、大阪・神戸・京都ほか全国約10箇所に存在し、ほとんどが常設ルームを持つ。各三田会の活動内容や形態は、創刊以来の塾機関紙『三田評論』に多く掲載されている。帝国ホテル本館の地下には「東京三田倶楽部」があり、犬養毅元首相が生前よく足を運んだことで知られている。数多くある三田会のうち、代表的なものは次の通りである。
年度三田会（76団体）
いわゆる「同期会」に相当するもので、同年卒業生の塾員で構成され、大学卒業と同時に入会する。この三田会最大のイベントは、卒業25年目にその年の卒業式に、50年目に入学式に招待されること。つまり慶應を卒業すると、一生のうちに2度入学式・卒業式に参列できる機会を持てることになる。
地域三田会（国内246団体・海外74団体）
各地域ごとの塾員で結成される三田会。
職域三田会（256団体）
三田法曹会、公認会計士三田会、ホテル三田会、歯科三田会や会社ごとの三田会など、同じ職種や職場の塾員によって組織される三田会。
SFC三田会
湘南藤沢キャンパス (SFC) の卒業生による三田会。三田キャンパスを使用しないが、三田会の名は引き継いでいる。総合政策学部、環境情報学部、看護医療学部、政策メディア研究科、健康マネージメント研究科の卒業生が卒業と同時に入会。三田会の中で最大級の規模となっている。
大蔵三田会
大蔵省の国税局関係 。

## 連合三田会歴代会長
これら諸団体を統括するのは、連合三田会と呼ばれる団体である。また、毎年10月頃には塾員の交流を目的とした連合三田会大会が開催されている。
| 代   | 氏名       | 卒業学部 | 任期            | 備考                                                       |
| ---- | ---------- | -------- | --------------- | ---------------------------------------------------------- |
| 初代 | 稲田勤     | 理財科   | 1963年 - 1964年 | 明治生命保険社長、日本相撲連盟会長                         |
| 2代  | 松田伊三雄 | 理財科   | 1964年 - 1968年 | 三越社長、レジョン・ド・ヌール・シュパリエ勲章（フランス） |
| 3代  | 武藤絲治   | 特選     | 1968年 - 1970年 | 鐘紡社長                                                   |
| 4代  | 松田伊三雄 | 理財科   | 1970年 - 1971年 | 再任                                                       |
| 5代  | 中司清     | 経済学部 | 1971年 - 1972年 | 鐘紡副社長、鐘淵化学工業社長、関西経済同友会代表幹事       |
| 6代  | 横田郁     | 経済学部 | 1972年 - 1978年 | 日本勧業銀行頭取、第一勧業銀行初代頭取                     |
| 7代  | 板倉譲治   | 経済学部 | 1978年 - 1987年 | 全国銀行協会連合会会長、三井銀行社長                       |
| 8代  | 服部禮次郎 | 経済学部 | 1987年 - 2013年 | 財団法人交流協会会長、セイコーホールディングス名誉会長     |
| 9代  | 比企能樹   | 医学部   | 2013年 - 2020年 | 北里大学医学部名誉教授、日本健康文化振興会会長             |
| 10代 | 菅沼安嬉子 | 医学部   | 2020年 - 2023年 | 菅沼三田診療所副院長                                       |
| 11代 | 麻生泰     | 法学部   | 2023年 - 現職   | 株式会社麻生会長、九州経済連合会名誉会長                   |